# Biliphyta
Biliphyta é um agrupamento de algas.
Incluem Glaucophyta e Rhodophyta.
Membros deste grupo não devem ser confundidos com Picobiliphytas, também conhecidos como "biliphytas".